# USS Capitaine (SS-336)
Za druga plovila z istim imenom glejte USS Capitaine.
USS Capitaine (SS-336) je bila jurišna podmornica razreda balao v sestavi Vojne mornarice Združenih držav Amerike.
5. marca 1966 je bila posojena Italiji, kjer je dobila ime Alfredo Cappellini (S-507). 5. decembra 1977 je bila dokončno prodana in s tem postala last Italije.